# آرمناک پطروسیان
آرمناک آلبرتی پطروسیان (ارمنی: Արմենակ Ալբերտի Պետրոսյան؛ متولد ۱۳ نوامبر ۱۹۷۳ در ایروان)، بازیکن سابق فوتبال در پست دروازه‌بان اهل ارمنستان می‌باشد.
او سابقهٔ بازی در باشگاه‌های آرارات ایروان، سپاهان اصفهان، ذوب‌آهن اصفهان و شهرداری بندرعباس را در کارنامهٔ خود دارد. در لیگ برتر ۸۱–۱۳۸۰ در سپاهان به مدت بیش از دو ماه (از ۲۷ آبان تا ۷ بهمن ۱۳۸۰) و ۷۰۴ دقیقه هیچ گلی دریافت نکرد و از آن زمان تا دی ماه ۱۳۹۶ نزدیک به ۱۶ سال رکورددار طولانی‌ترین زمان گل نخوردن در لیگ برتر فوتبال ایران بود

## دوران باشگاهی
پطروسیان، بیشترین دوران فوتبال خود را در باشگاه سپاهان سپری کرد. او که از تیم آرارات به تیم سپاهان پیوسته بود، بازی‌های درخشانی از خود در این تیم به جا گذاشت و به یکی از ارکان اصلی این تیم تبدیل شده بود. او به همراه این تیم به مقام قهرمانی در مسابقات لیگ برتر و جام حذفی رسیده‌است.
او در لیگ برتر ۸۱–۱۳۸۰ در تیم سپاهان به مدت بیش از دو ماه (از ۲۷ آبان تا ۷ بهمن ۱۳۸۰) و ۷۰۴ دقیقه هیچ گلی دریافت نکرد و از آن زمان تا دی ماه ۱۳۹۶ نزدیک به ۱۶ سال رکورددار طولانی‌ترین زمان گل نخوردن در لیگ برتر فوتبال ایران نیز بود.

## تیم ملی
او مدتی هم عضو تیم ملی فوتبال ارمنستان بوده‌ و هفت بازی ملی برای کشورش انجام داده‌است. پطروسیان نخستین بازی ملی خود را در یک بازی دوستانه در ۱۵ مه ۱۹۹۴ در ورزشگاه تیتان، فولرتون مقابل تیم ملی فوتبال ایالات متحده آمریکا انجام داد که دومین مسابقه تیم ملی ارمنستان پس از استقلال این کشور محسوب می‌شود. بنابراین او یکی از اولین دروازه‌بانان تیم ملی ارمنستان پس از استقلال این کشور به حساب می‌آید.

## افتخارات
باشگاهی
- لیگ برتر ایران
- قهرمانی در لیگ برتر فوتبال ایران ۸۲–۱۳۸۱ به همراه تیم سپاهان اصفهان
- جام حذفی ایران
- قهرمانی در جام حذفی ۸۵–۱۳۸۴ به همراه تیم سپاهان اصفهان
- لیگ برتر ارمنستان
- قهرمانی در سال ۱۹۹۳ میلادی به همراه تیم آرارات ایروان
- جام استقلال ارمنستان
- قهرمانی در سال‌های ۱۹۹۳، ۱۹۹۴ و ۱۹۹۵ میلادی به همراه تیم آرارات ایروان

فردی
- برترین‌های فوتبال ایران
- بهترین بازیکن خارجی فوتبال ایران ۸۲–۱۳۸۱ در تیم سپاهان اصفهان